# Дом здравља Билећа
ЈЗУ Дом здравља „Свети Лука” Билећа је јавна здравствена установа примарне здравствене заштите у Републици Српској, Босна и Херцеговина, по организационој и кадровској структури, мрежи објеката и опремљености.
Са својим капацитетима она је данас у Републици Српској, сертификована референтна здравствена установа за делатност коју обавља, на простору Општине Билећа за око 11.000 становника.

## Положај
ЈЗУ Дом здравља „Свети Лука” налази се у улици Краља Александра 4 у Билећи, и истоименој општини.

## Службе
- Служба породичне медицине
- Педијатријска служба
- Партонажна служба
- Стоматолошка служба
- Гинеколошка служба
- РТГ служба
- Служба хитне медицинске помоћи
- Хигијенско-епидемиолошка служба.[2]